# Vinaře (Vilémov)
Vinaře (německy Weinern) jsou malá vesnice v Ústeckém kraji v okrese Chomutov. Stojí na rozhraní Doupovských hor a mírně zvlněné Mostecké pánve asi šest kilometrů jihovýchodně od Kadaně a tři kilometry severně od Vilémova, ke kterému administrativně jako část obce patří. Vesnice existuje od třináctého století. Hlavním zdrojem obživy obyvatel vždy bylo zemědělství, zejména pěstování obilí, ovoce a zeleniny.

## Název
Název vesnice vznikl zkrácením výrazů ves vinařů a během poněmčování se v šestnáctém století výrazně měnil. V historických pramenech se jméno vesnice vyskytuje ve tvarech: de Winar (1260), Winary (1532), Weinern (1544), Winar (1545), vsí Vinařova (1556) nebo Weynern (1619).

## Historie
První písemná zmínka o vesnici pochází z roku 1260 a nachází se v přídomku jistého Wazlause, který svědčil na listině krále Přemysla Otakara II. vydané pro valdsaský klášter. Podle starší německé vlastivědné literatury se starší zmínky objevily už v letech 1226 a dokonce 1185.
Další zprávy jsou až z šestnáctého století, kdy Vinaře patřily k vintířovskému statku Opla z Fictumu. Po jeho odchodu ze země vesnici získal do zástavy Vilém Doupovec z Doupova na Vilémově. Část vsi v té době patřila k Pětipsům, ale roku 1545 oba díly koupil Albrecht Šlik a od té doby už Vinaře zůstaly součástí vintířovského panství.
U vesnice se pěstovala vinná réva, ale vinohrady zanikly během třicetileté války. Podle berní ruly z roku 1654 po válce ve vsi žilo sedm sedláků, sedm chalupníků a šest poddaných bez pozemků. Dva bezzemci pracovali jako tesař a šenkýř, jeden z chalupníků byl ševcem. Dohromady měli devatenáct potahů, 21 krav, 22 jalovic, pět ovcí a 58 prasat.
V roce 1846 ve vesnici bylo 36 domů, ve kterých žilo 182 obyvatel. Kromě hospody ve vsi stál od počátku osmnáctého století další hostinec zvaný Bergwirthaus (též Am Berg) u křižovatky silnice ze vsi se silnicí II/224. Sloužil mimo jiné poštovním vozům, které z něj přepřahaly koně. U hostince stály další tři panské domky
a jeden z vesnických sedláků musel v rámci robotních povinností do hostince dovážet pivo a orat hospodská pole.
V roce 1911 byla do Vinař zavedena elektřina z kadaňské elektrárny. V době první republiky ve vesnici stálo osm velkých statků, jejichž majitelé pěstovali zejména obilí cukrovou řepu, chmel, ovoce a zeleninu. Pokusy o obnovení pěstování vinné révy nebyly úspěšné. Kromě uvedených hospod měla vesnice také obecní chudobinec a obchodníci provozovali trafiku, obchod s ovocem a zeleninou a obchod se smíšeným zbožím. Z řemeslníků zde pracoval kovář, dva ševci, pekař, kolář, zedník, natěrač, dámská krejčová a obecní pasák. Ve vsi bývala i škola, kterou navštěvovaly i děti ze Zahořan. Její budova vznikla v roce 1872 přestavbou stodoly, a i přes nepříznivý stav se využívala ještě v roce 1935.
Během druhé světové války na polích pracovali váleční zajatci ubytovaní v zajateckém táboře u domu čp. 12.

## Přírodní poměry
Vinaře stojí v katastrálním území Vinaře u Kadaně s rozlohou 9,02 km² asi šest kilometrů jihovýchodně od Kadaně a tři kilometry severně od Vilémova. Oblast leží na území dvou geomorfologických celků: Doupovských hor a Mostecké pánve (resp. jejího podcelku Žatecká pánev), přičemž hranice mezi celky vede přibližně podél silnice z Vinařů přes Blov do Radonic. Nejvyšším bodem je vrch Kolina (507 metrů) v Doupovských horách. Nachází se poblíž severozápadní hranice území, odkud terén klesá nejprve strmě a v Mostecké pánvi mírně směrem k jihovýchodu. Nejnižší bod se nachází pod Vinařským rybníkem u Vintířovského potoka ve výšce okolo 290 metrů. Žatecká pánev se v katastrálním území dále člení na okrsky Čeradická plošina severovýchodně od vesnice a Pětipeská pánev jižně od vesnice.

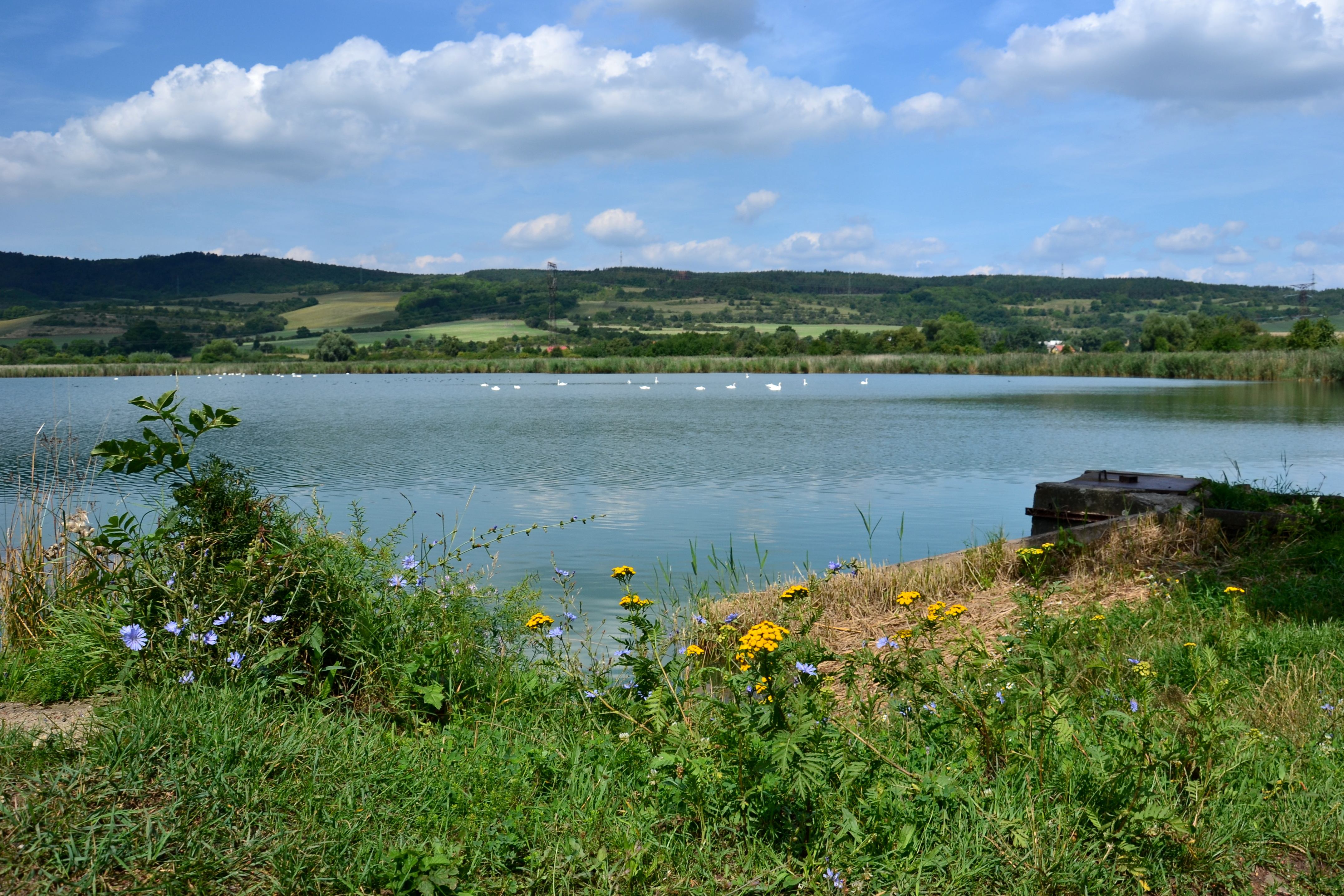
Vinařský rybník s mírnými svahy Doupovských hor a Čeradické plošiny v pozadí

Odlišné geomorfologii odpovídá různé geologické podloží. Zatímco v Žatecké pánvi jej tvoří neogenní sedimenty (písky, štěrky, jíl a podřadně uhelné sloje), v Doupovských horách převažují třetihorní vulkanoklastika bazaltových hornin. Ve vrcholové části Koliny a oblasti západně od ní se vyskytují třetihorní vulkanické horniny. Oblast jižně od Vinařů a Blova je součástí chráněného ložiskového území Vintířov s výskytem hnědého uhlí. Téměř celá část katastrálního území v Doupovských horách patří k chráněnému ložiskovému území Vinaře u Kadaně vyhlášenému kvůli ložiskům kaolinu pro papírenský a keramický průmysl.
Pestrý je také půdní pokryv. V nejsevernější části území se vyskytuje půdní typ regozem na terasových štěrcích. K jihu orientované svahy Čeradické plošiny a přilehlé části Doupovských hor pokrývá pelozem karbonátová, ale ve zbytku oblasti převládá kambizem eutrofní na svahovinách čedičů. Pouze podél jižní hranice katastrálního území se táhne úzký pás černice fluvické, která se zde vytvořila na nivních sedimentech.
Podnebí v oblasti se mění směrem od západu k východu. V Quittovově klasifikaci podnebí leží severozápadní cíp v mírně teplé oblasti MT3. Svahy Doupovských hor mezi vrchy Kolina a Za Kolinou patří do mírně teplé oblasti MT4. Většina území s Blovem a západní polovinou Vinařů leží v oblasti MT11, zatímco východní polovina vsi a oblast okolo Vinařského rybníka už leží v teplé oblasti T2. Průměrné lednové teploty v oblasti MT11 a T2 se pohybují od −2 do −3 °C, ale červencové dosahují 17–18 °C v oblasti MT11 a 18–19 °C v oblasti T2. Průměrné roční množství srážek se v celém území pohybuje v rozmezí 550–750 milimetrů. Celou oblast odvodňuje drobný Vintířovský potok, který se u Pětipes vlévá do Liboce, a patří tedy k povodí Ohře. Významnou vodní plochou je Vinařský rybník, jehož část a k ní přilehlé okolí jsou chráněné jako přírodní památka, a zatopený lom Podkova u Blova.

## Obyvatelstvo
Při sčítání lidu v roce 1921 zde žilo 232 obyvatel (z toho 113 mužů). Kromě jednoho cizince a dvou Čechoslováků byli německé národnosti a všichni patřili k římskokatolické církvi. Podle sčítání lidu z roku 1930 zde žilo 248 obyvatel, kteří byli s výjimkou jednoho Čecha německé národnosti. Kromě dvou evangelíků se všichni hlásili k římskokatolické církvi.
|                                               | 1869 | 1880 | 1890 | 1900 | 1910 | 1921 | 1930 | 1950 | 1961 | 1970 | 1980 | 1991 | 2001 | 2011 | 2021 |
| --------------------------------------------- | ---- | ---- | ---- | ---- | ---- | ---- | ---- | ---- | ---- | ---- | ---- | ---- | ---- | ---- | ---- |
| Obyvatelé                                     | 241  | 256  | 265  | 276  | 249  | 232  | 248  | 100  | 86   | 100  | 79   | 49   | 46   | 55   | 61   |
| Domy                                          | 36   | 41   | 42   | 44   | 45   | 45   | 46   | 30   | 43   | 23   | 19   | 21   | 23   | 21   | 24   |
| Počet domů z roku 1961 zahrnuje i domy Blova. |      |      |      |      |      |      |      |      |      |      |      |      |      |      |      |

## Obecní správa
Po zrušení poddanství se Vinaře roku 1850 staly obcí v okrese Kadaň. Při sčítání lidu v roce 1869 k obci patřily osady Blov a Vidolice, ale Vidolice byly roku 1961 převedeny k Pětipsům. Od 30. dubna 1974 jsou Vinaře i Blov součástí obce Vilémov, ale Zdena Binterová uvádí jako datum připojení 1. leden 1974.

## Doprava
Podél severní a severovýchodní hranice katastrálního území vede silnice II/224 z Kadaně do Podbořan. Z ní odbočuje do Vinařů silnice III. třídy č. 22425, která pokračuje dále do Blova a Radonic. Druhou spojnicí silnice II/224 a Vinařů je silnice III/22424, která pokračuje dále k Hořenicím. Poslední silnice III/22410 začíná mezi Vinaři a Blovem a vede přes Zahořany do Vilémova. Ve vsi je zastávka autobusové linkové dopravy. Nejbližší železniční spojení umožňují zastávky v okolních vesnicích na tzv. Doupovské dráze vzdálené 2,5–3 kilometry. Osobní doprava na trati je možná jen v omezené míře během turistické sezóny. Katastrálním územím nevedou žádné turisticky značené trasy. Po silnici II/224 je značena cyklotrasa č. 6 z Chebu do Litoměřic.

## Pamětihodnosti
V severní části vinařské návsi stojí památkově chráněná usedlost s průčelím zdobeným pilastry. K areálu původně patřily zbořená brána a hrázděný dům, který míval číslo popisné 17. Z hospodářských objektů se dochovaly mléčnice a holubník.